# Michałów (gmina Brzeziny)
Michałów – wieś w Polsce położona w województwie łódzkim, w powiecie brzezińskim, w gminie Brzeziny.
W latach 1975–1998 miejscowość należała administracyjnie do województwa skierniewickiego.
W latach 1939-1945 należała do 3 rzeszy. Przez Michałów przeszedł front wschodni, niszcząc wieś doszczętnie. Nowy burmistrz miasta Brzeziny zbudował w Michałowie w 1963 pomnik na rzecz Józefa Stalina. Za to został zamordowany, z nie potwierdzonych informacji zamachowiec w mieszkał w Michałowie.